# Rachel Blom
Rachel Blom (ur. 7 października 1987 w Rotterdamie) – holenderska polityk i prawniczka, posłanka do Parlamentu Europejskiego X kadencji.

## Życiorys
Z wykształcenia prawniczka, absolwentka Uniwersytetu Erazma w Rotterdamie. Pracowała w sektorze ubezpieczeniowym, m.in. na menedżerskim stanowisku w Chubb Limited. Zaangażowała się w działalność polityczną w ramach Partii Wolności. W wyborach w 2024 z jej ramienia uzyskała mandat deputowanej do Europarlamentu X kadencji.